# Presbytère de Savennières
Le presbytère de Savennières est un presbytère situé à Savennières, en France.

## Localisation
Le presbytère est situé dans le département français de Maine-et-Loire, sur la commune de Savennières.

## Historique
L'édifice est inscrit au titre des monuments historiques en 1986.